# Buravar
Buravar är en ort i Azerbajdzjan.   Den ligger i distriktet Cəlilabad Rayonu, i den södra delen av landet, 200 km sydväst om huvudstaden Baku. Buravar ligger 512 meter över havet och antalet invånare är 915.
Terrängen runt Buravar är kuperad. Närmaste större samhälle är Privolnoye, 17,3 km öster om Buravar.
Omgivningarna runt Buravar är en mosaik av jordbruksmark och naturlig växtlighet. Runt Buravar är det ganska tätbefolkat, med 104 invånare per kvadratkilometer.